# Зелена Брама (заказник)
Зеле́на Бра́ма — ландшафтний заказник місцевого значення в Україні. Розташований у Новоархангельському районі Кіровоградської області, на правому березі річки Синюха, між селами Нерубайка (на півночі) та Копенкувате (на півдні).

## Опис
Площа 2948 га. Створений рішенням Кіровоградської обласної ради від 25.09.2009 року № 764. Відповідальна установа: Торговицьке лісництво (кв. 57—155) Державного підприємства «Оникієвське лісове господарство». 

## Історія
Відомим цей лісовий масив став після виходу в 1979 році книги російського поета та письменника Є. А. Долматовського під назвою «Зелена брама. Документальна легенда про одну із перших битв Великої Вітчизняної війни». Вона розповідає про бойові дії 6-ї та 12-ї радянських армій Південного фронту, які потрапили в оточення між Уманню та Новоархангельськом в серпні 1941 року. В районі Зеленої Брами та с. Підвисоке, розташованого на його узліссі, містилися військові штаби оточених армій. Лісовий масив став прихистком та останнім районом опору військовослужбовців Червоної Армії. Чимало з них тут загинуло та було поховано.

## Пам'ять
На східному узліссі Зеленої Брами встановлено пам'ятний знак з сірого граніту з написом: 
«В цих краях 2-7 серпня 1941 року вели героїчні бої воїни 6-ї і 12-ї армій під командуванням генералів І. М. Музиченка і П. Г. Понедєліна».